# Salwa Bugaighis
 (mars 2021).
Si vous disposez d'ouvrages ou d'articles de référence ou si vous connaissez des sites web de qualité traitant du thème abordé ici, merci de compléter l'article en donnant les références utiles à sa vérifiabilité et en les liant à la section « Notes et références ».
Pour les articles homonymes, voir Salwa.
Salwa Bugaighis, née le 24 avril 1963 à Benghazi et morte assassinée le 25 juin 2014 dans la même ville, est une avocate et militante des droits de l'homme libyenne. Elle fut une des figures marquantes de la révolution libyenne contre le colonel Kadhafi, en 2011.

## Biographie
Militante féministe, issue d'une famille de la grande bourgeoisie libyenne spoliée par le régime, Salwa Bugaighisa était avocate auprès des prisonniers politiques sous le régime de Mouammar Kadhafi. En 2011, elle a organisé les premières manifestations contre Kadhafi dans la ville libyenne de Benghazi. Après la chute de Kadhafi, elle a été une des seules femmes membres du Conseil national de transition. Elle a quitté le Conseil après seulement quatre mois en signe de protestation contre la faible proportion de femmes. En juin 2014, elle est victime d'une attaque par des individus masqués dans sa maison à Benghazi et est morte à l'hôpital de ses blessures par balles.
Selon le récit rapporté au Monde par Wahid Bugaighis, l'oncle de Salwa, celle-ci était revenue mercredi de Jordanie, où son fils étudie à l'université d'Aman, pour participer aux élections législatives libyennes. Ses proches avaient en vain essayé de l'en dissuader, car elle avait reçu des menaces de mort, mais la vice-présidente du comité préparatoire pour le dialogue national en Libye tenait à participer au scrutin. Salwa Bugaighis et son mari Essam Gheriani avaient choisi de rester dans la ville de Benghazi qui vivait au son des tirs de roquette et des coupures d'électricité. Peu avant son assassinat, Salwa Bugaighis avait pris des positions contre le voile islamique sur une chaîne de télévision libyenne[réf. nécessaire].